# Kanton Loué
Kanton Loué is een kanton van het Franse departement Sarthe. Kanton Loué maakt deel uit van de arrondissementen La Flèche(29) en Mamers (14) en telde 28.817 inwoners in 2020.

## Gemeenten
Het kanton Loué omvatte tot 2014 de volgende 14 gemeenten:
- Amné
- Auvers-sous-Montfaucon
- Brains-sur-Gée
- Chassillé
- Chemiré-en-Charnie
- Coulans-sur-Gée
- Crannes-en-Champagne
- Épineu-le-Chevreuil
- Joué-en-Charnie
- Longnes
- Loué (hoofdplaats)
- Saint-Denis-d'Orques
- Tassillé
- Vallon-sur-Gée

Bij de herindeling van de kantons door het decreet van 24 februari 2014, met uitwerking op 22 maart 2015, werden daar volgende 30 gemeenten aan toegevoegd:
- Avessé
- Bernay-en-Champagne
- Brûlon
- Chantenay-Villedieu
- La Chapelle-Saint-Fray
- Chevillé
- Conlie
- Cures
- Degré
- Domfront-en-Champagne
- Fontenay-sur-Vègre
- Lavardin
- Maigné
- Mareil-en-Champagne
- Mézières-sous-Lavardin
- Neuvillalais
- Neuvy-en-Champagne
- Noyen-sur-Sarthe
- Pirmil
- Poillé-sur-Vègre
- La Quinte
- Ruillé-en-Champagne
- Saint-Christophe-en-Champagne
- Saint-Ouen-en-Champagne
- Saint-Pierre-des-Bois
- Saint-Symphorien
- Sainte-Sabine-sur-Longève
- Tassé
- Tennie
- Viré-en-Champagne

Op 1 januari 2019 werden de gemeenten Bernay-en-Champagne en Neuvy-en-Champagne samengevoegd tot de fusiegemeente (commune nouvelle) Bernay-Neuvy-en-Champagne.